# Горянская ротонда
Горянская ротонда — храм, один из памятников архитектуры национального значения (№ 190). 
Расположена на последнем холме Карпат на окраине Ужгорода (Горяны). 

## История
Происхождение и возраст ротонды не определены по сей день. Исследователи колебались в определении времени постройки, высказывались предположения про ХІ, ХІІ, ХІІІ в. Считается наиболее древним из существующих культовых сооружений Закарпатья.
В 1912 г. над западным фасадом церкви надстроена деревянная колокольня.
В течение долгого времени храм принадлежал римско-католической общине, после 1949 года перешел к православным верующим. В 1959 в колокольню попала молния, после чего храм был закрыт из-за аварийного состояния. Позже церковь стала филиалом Закарпатского краеведческого музея. В 1991 году ротонду передали греко-католической общине.
Сегодня Горянская церковь Покрова Пресвятой Богородицы (недавно была переименована) — это шестиугольное строение, в толщу стен которого врезано шесть полукруглых ниш с тремя окнами, сверху на строении лежит облегченный тамбур с шестью окнами. Но наиболее привлекательным является то, что внутренние стены расписаны в XIV веке художниками в стиле итальянской проторенессансной школы Джотто.
Вблизи Горянской ротонды, 26 сентября 2021 года открыта мини-скульптура «Ротонда Св. Анны», посвященная старейшему действующему храму Закарпатья. На постаменте из местного андезита установлена бронзовая скульптура изображающая старейшую часть ротонды, расположенная на раскрытой книге, Святая Анна покровительница книг и книгопечатания, с буквами Альфа и Омега.

## Галерея

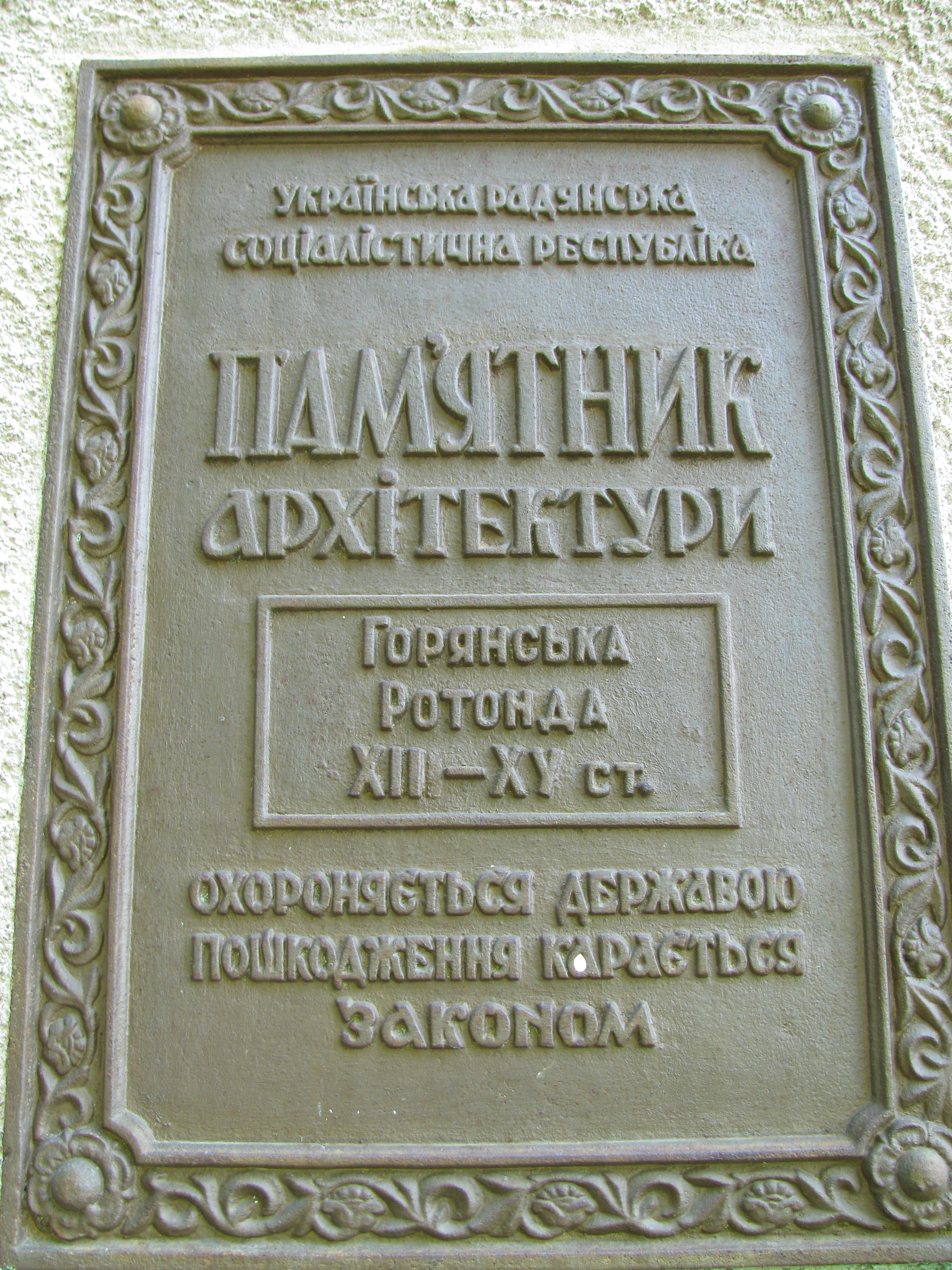
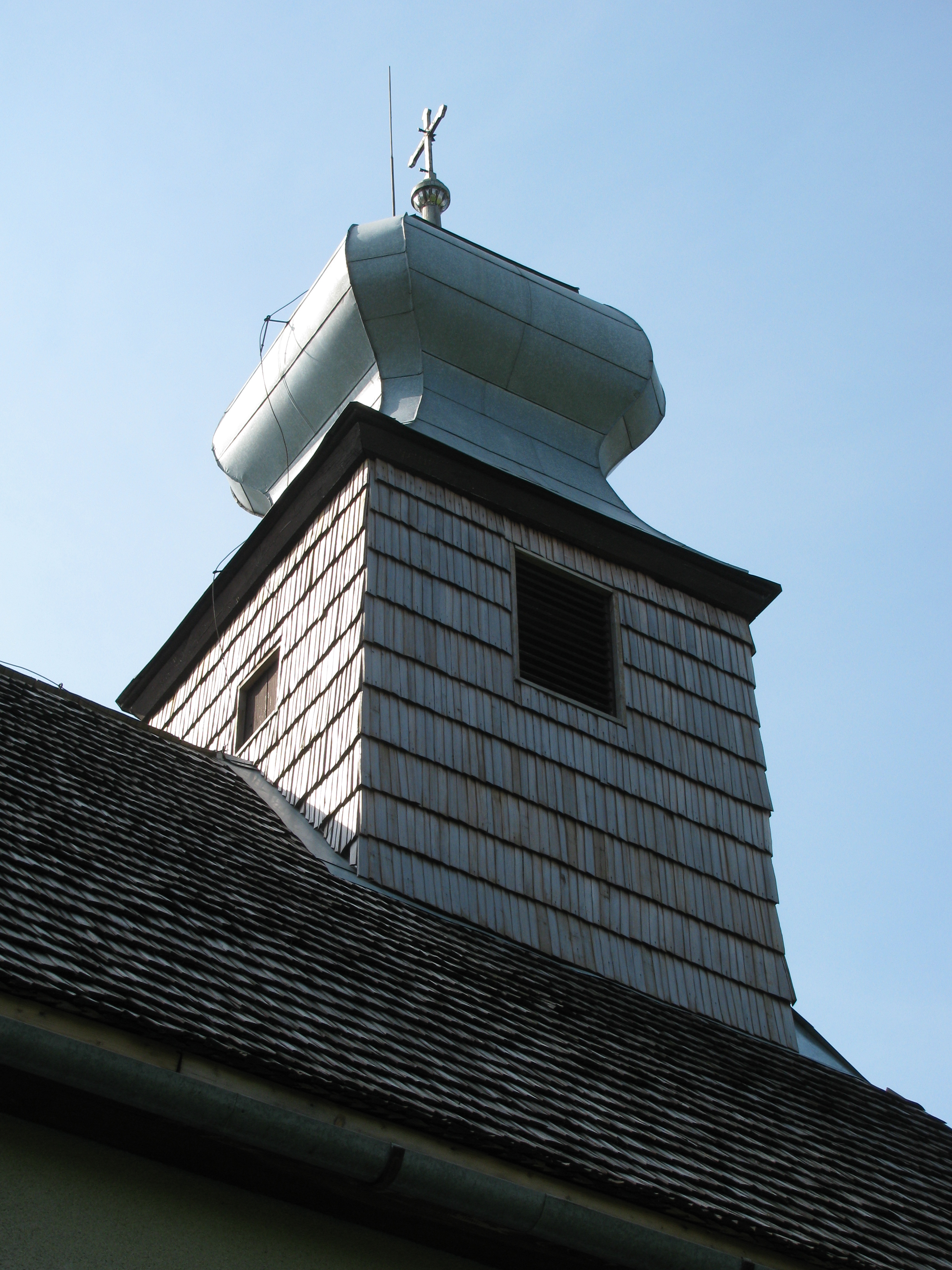
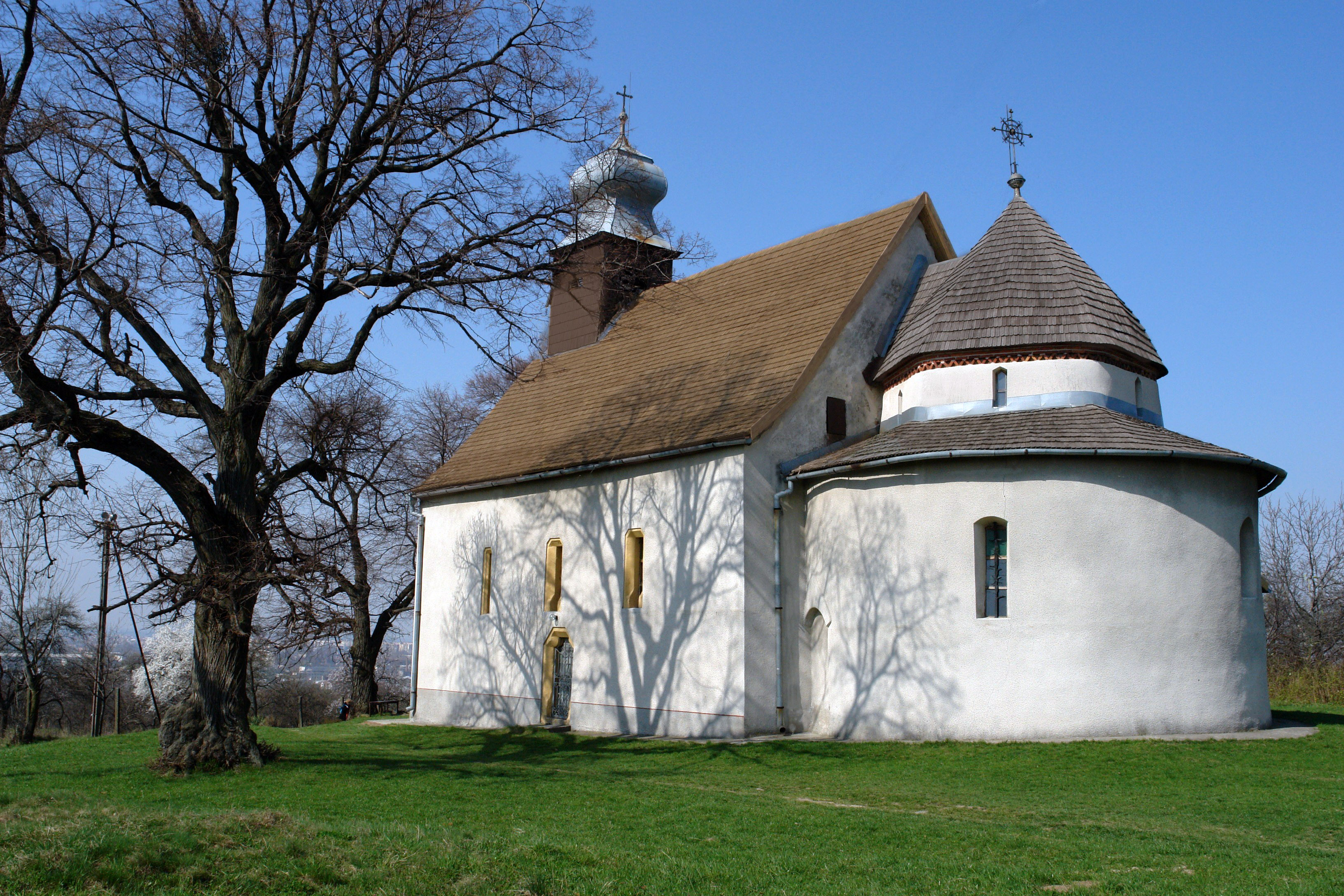
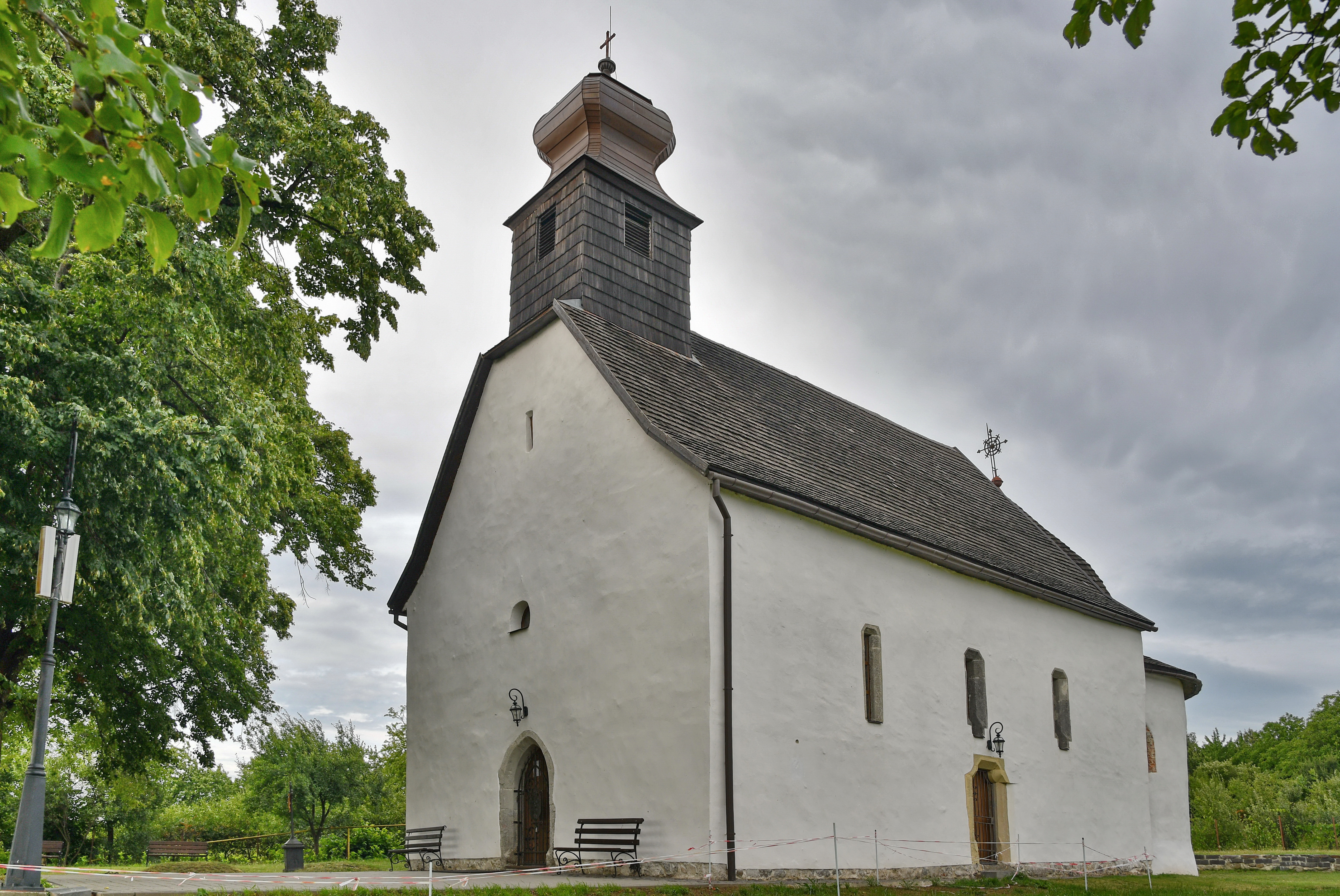
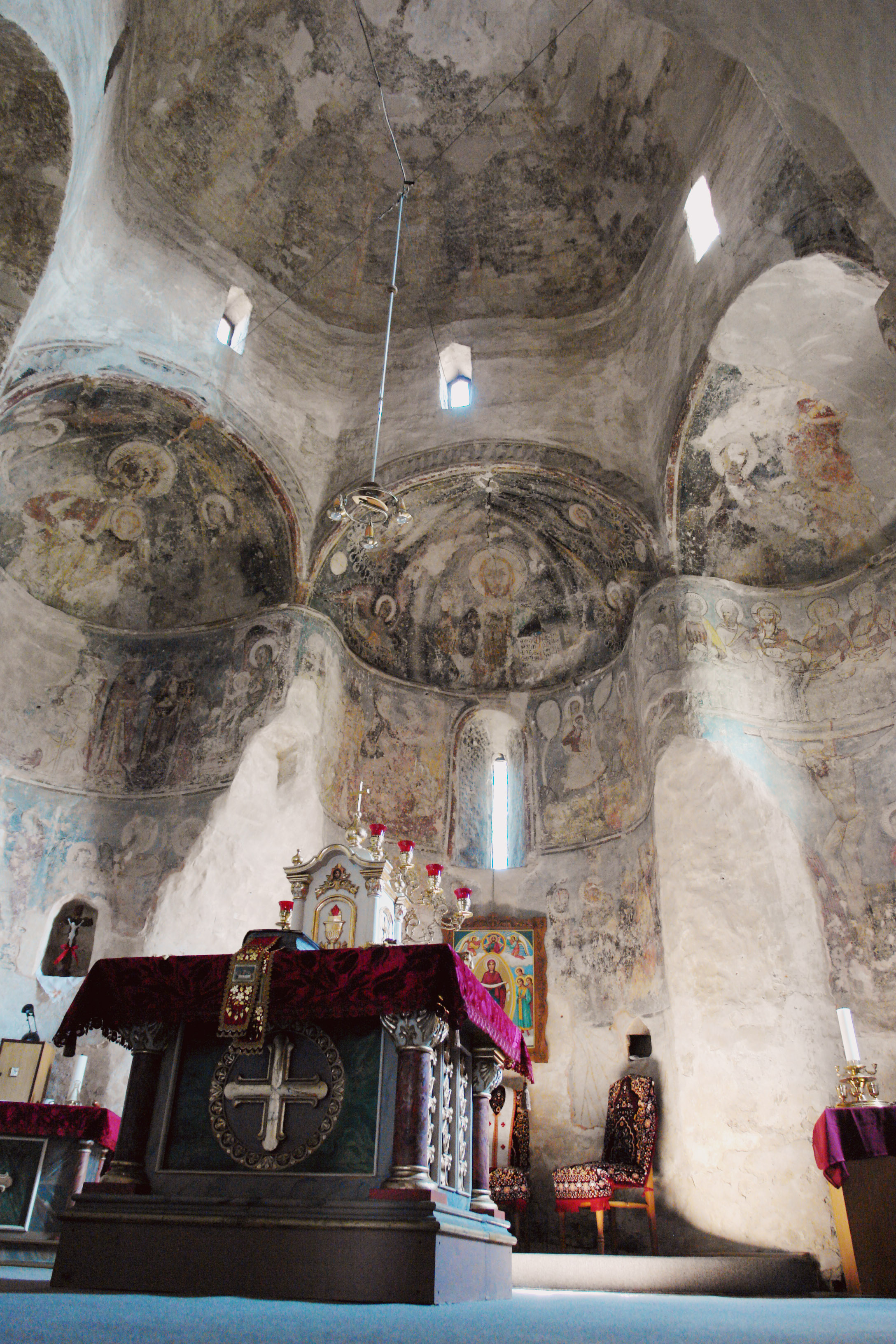
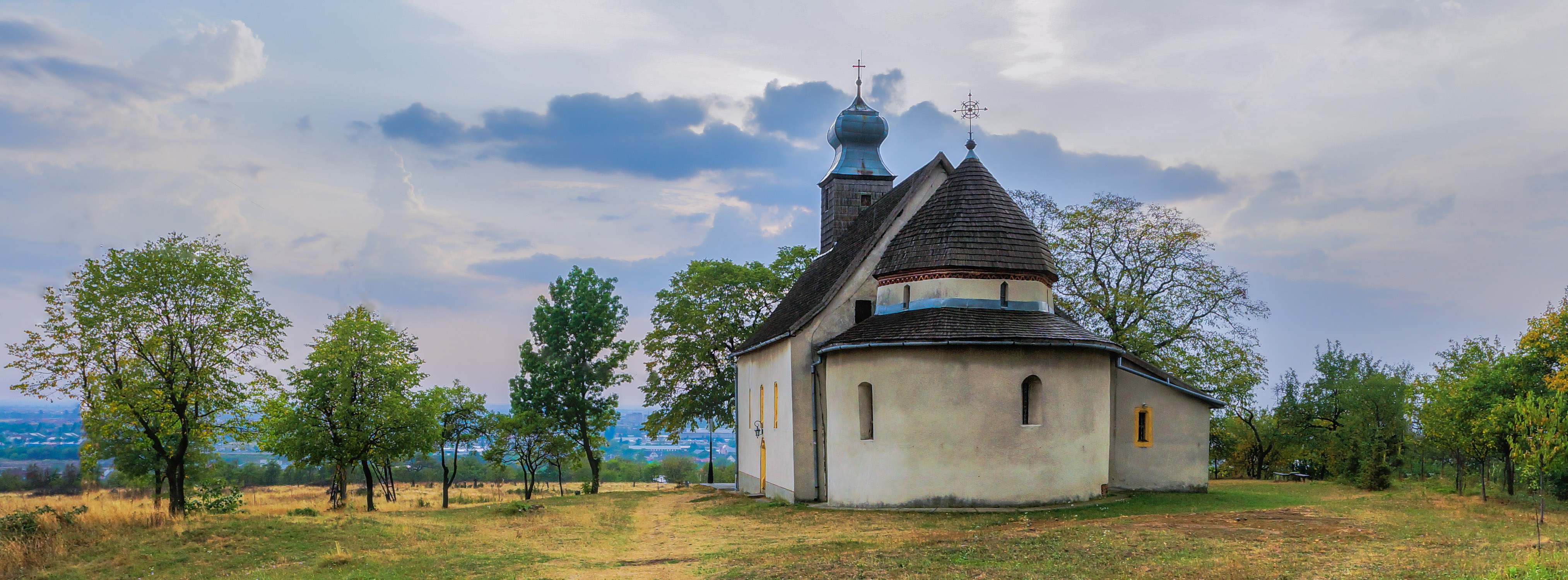
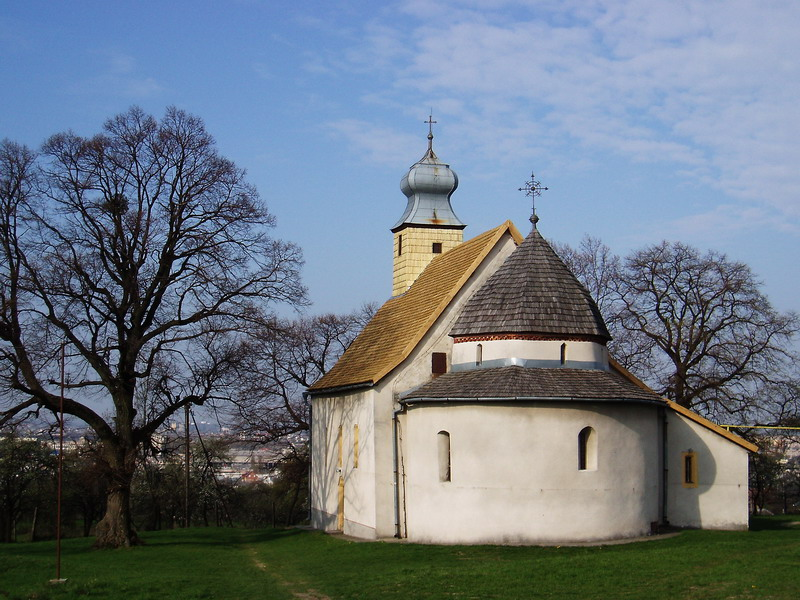